# Pupiales
Pupiales là một khu tự quản thuộc tỉnh Nariño, Colombia. Thủ phủ của khu tự quản Pupiales đóng tại Pupiales Khu tự quản Pupiales có diện tích 142 ki lô mét vuông. Đến thời điểm ngày 28 tháng 5 năm 2005, khu tự quản Pupiales có dân số 15702 người.